# Sunnyside (Pretoria)
Sunnyside est le plus ancien faubourg de Pretoria, la capitale de l'Afrique du Sud. Situé à proximité de Pretoria Central, il fut baptisé Sunnyside en raison de sa situation sur le versant nord et ensoleillé de la crête de Bronberg.
Quartier dense, animé et commerçant, c'est aussi l'un des secteurs les moins surs de la ville.
On y trouve également le lycée technique de Pretoria ainsi que l'ambassade de la fédération de Russie.

## Localisation

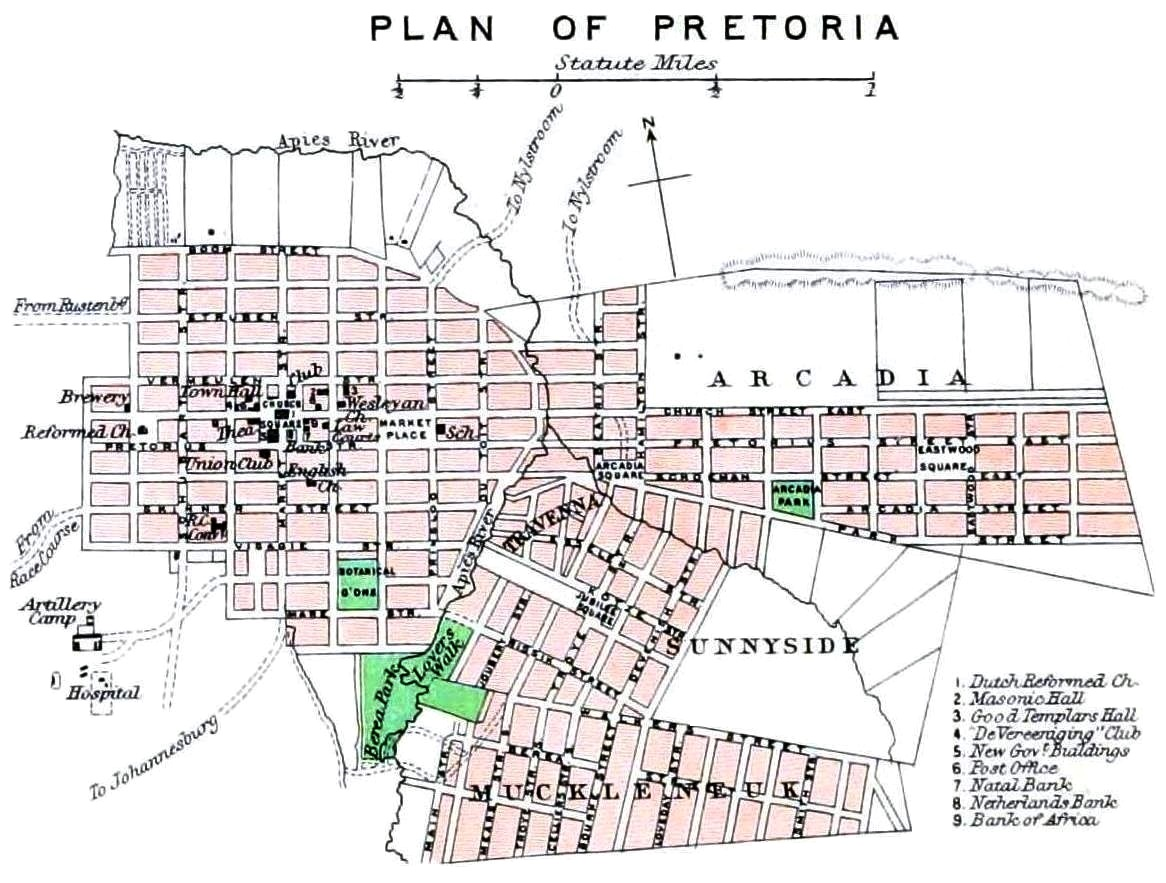
Plan de Pretoria et de ses faubourgs d'Arcadia, de Sunnyside et de Muckleneuk en 1895

Délimité au nord par Park street, à l'est par Kirkness Street, au sud par Justice Mahommed street (anc. Walker street) et à l'ouest par Nelson Mandela Drive, ses axes principaux sont Robert Sobukwe street (anc. Esselen street), Kotze street, Steve Biko road (anc. Mears street et Jeppe Street), Jorissen street, Joubert street, Celliers street, Bourke street, Reitz Street et Gerhard Moerdyk Street.
Traversé par la Walkerspruit et situé à proximité du Loftus Versfeld stadium (est), Sunnyside est un quartier situé au sud d'Arcadia et de Trevenna (est et sud), au nord de Muckleneuk, à l'est de Pretoria Central et à l'ouest de Hatfield.

## Historique
Sunnyside est l'un des premiers faubourgs de Pretoria. 
Fondé par l'homme d'affaires britannique James Mears en 1875 sur une portion du domaine d'Elandspoort (l'une des deux fermes à l'origine de Pretoria), il est incorporé à la capitale de la république sud-africaine du Transvaal en 1890, un an après celle d'Arcadia.
Il est pendant longtemps un haut lieu de la vie estudiantine de Pretoria, réputé pour ses divers commerces et lieux de détente. En 1992, l'UNISA (Université d'Afrique du Sud) rachète plusieurs parcelles de terrain au sud du quartier pour développer des résidences universitaire, y compris les maisons de style victorien ou art déco, construites entre le début du 20e siècle et les années 50. En 2003, le complexe de conférence Enoch Sontonga est rénové et un nouveau centre d'inscription des étudiants, Es'kia Mphalele, est achevé en 2008. Cependant, une grande partie des anciennes maisons du campus de Sunnyside, sont à l'abandon tandis que certains immeubles résidentiels des années 60 ont été démolis pour éviter les squats. 

## Délinquance et criminalité
Avec Pretoria Central, Sunnyside  est l'un des deux quartiers de Pretoria où séviraient le plus la délinquance et la criminalité, faisant, selon certaines statistiques, de Pretoria le deuxième ville la plus dangereuse du monde après Caracas.

## Démographie
Selon le recensement de 2011, Sunnyside comprend plus de 39 282 résidents, issus principalement de la communauté noire (88,35 %).
Les blancs représentent 8,47 % des habitants tandis que les Coloureds et les indiens représentent un peu plus de 2,5 % des résidents.
Les habitants sont de langues maternelles très diversifiées dont notamment à 15,93 % de langue anglaise, à 13,68 % de langue maternelle sepedi, à 9,95 % de langue maternelle Tshivenda ou encore à 6,11 % de langue maternelle afrikaans.

## Politique
Situé sur plusieurs circonscriptions électorales, le quartier de Sunnyside est politiquement diversifié.
Lors des élections générales sud-africaines de 2014, l'Alliance démocratique a remporté près de 48 % des suffrages dans la circonscription électorale la plus à l'est, devançant le congrès national africain (32,97 %). Cette dernière l'a remporté avec 56 % des suffrages dans la circonscription du nord du quartier (Lycée technique de Pretoria et sud du quartier d'Arcadia) devant les combattants pour la liberté économique (19%). Dans les circonscriptions centrales (église méthodiste et Jubilee square park)) ainsi que dans celle de l'ouest (Harmonic Church), l'ANC l'a remporté avec des scores oscillant entre 51 % et 59 % des voix devant les combattants pour la liberté économique (de 21 % à 25 % des voix).